# Dulovine
Dulovine (cyr. Дуловине) – wieś w Czarnogórze, w gminie Kolašin. W 2011 roku liczyła 112 mieszkańców.